# 荷兰皇家城市短途航空433号班机空难
荷兰皇家城市短途航空433号班机是一架以薩博340B型执飞从荷兰阿姆斯特丹至威爾士加的夫的定期航班。1994年4月4日紧急迫降时坠毁，造成包括機長在內共3人死亡。

## 失事机型
失事的机型为一架萨博340（注册号PH-KSH），使用兩個通用電氣航空CT7-9B ，于1990年首飞。截至失事前共計飛行了6,558小時。

## 事故經過
肇事飛機於阿姆斯特丹當地時間12時19分從史基浦機場起飛。起飛後11分鐘，由於警示燈因短路而錯誤亮起，飛行員錯誤地認為2號引擎油壓不足。
當副機師按照程序拿出檢查表，讀出並執行上面的指示時，機長卻沒有按照標準程序，在未告知副機師的情況下，獨自將2號引擎功率漸漸收至怠速以保護引擎。按照檢查表指示，因為滑油壓力表顯示油壓大於30磅/平方英寸（PSI），機組成員決定繼續飛行。
因遇到前方暴風雨，機師們決定爬升。爬高至17,000英尺後，飛行員發現飛機無法再繼續爬升，認為飛機出了問題，便請求返回阿姆斯特丹史基浦機場 。而造成飛機無法爬升的原因是機長將2號引擎收至怠速模式，導致飛機推力不夠，但似乎，兩位機師都沒發現問題所在。
在回頭準備降落的最後進場時（90英尺高），因為速度過慢以及飛機向右偏離跑道，無法百分百確定能順利降落，於是機長決定重飛。而造成飛機偏右的原因正是因為右邊的2號引擎在怠速模式，而左邊的1號引擎正常運轉，才會將飛機向右推。
決定重飛便必須讓飛機爬升，於是機長給1號引擎加滿推力。然而由於右側引擎處於怠速導致兩邊的推力極度不平衡，飛機猛烈向右翻轉並失速，最終以80度的傾斜角墜向地面。在机上的24名人员中，包括机长在内共3人死亡；在21名幸存者中，包括副机长在内的9人重伤。同时由于坠机导致的失忆症，副机长无法回忆起此事件。

## 調查結果
調查人員檢視飛機零件運作時，發現警示燈短路而造成飛機於引擎正常運作的情況下，給出油壓不足的警告。
後來解讀飛行數據時，發現錯誤的警示燈號出現後，2號引擎隨即被收至慢車模式直到墜毀。調查人員比對黑盒子內錄音發現副機師當時正在閱讀檢查單，因此推斷是機長的操作。
調查人員後針對兩位飛行員的各項資料加以審核，並發現機長有二度考核不通過的紀錄，且恰好都是「失去一邊引擎」的抗壓與反應操作駕駛。雖然最終通過，分數卻是剛剛好及格的最低限度。
調查人員後於報告中要求各個航空公司加強對於單一引擎飛行的訓練，加強對引擎慢速模式的知識，增加考核的標準，還有兩位飛行員的溝通訓練課程。

## 影視節目
本事故被翻拍为《空中浩劫》的第十九季第三集《咫尺之遥》（Fatal Approach）。